# 大丰经济开发区
大丰经济开发区，是位于中国江苏省盐城市大丰区的一个省级开发区，亦是中国环境保护部批准的生态经济开发区。总规划面积188平方公里，已开发面积56平方公里。辖区以大丰经济开发区管委会之名列为大丰区的的一个类似乡级单位。

## 行政区划
下辖以下地区：
新民社区、新城社区、和瑞村、七灶河村、灶圩村、同圣村、建设村、龙福村、长安村和河口村。